# Sadam Sulley
Sadam Sulley (* 16. Oktober 1996 in Zebilla) ist ein ghanaischer Fußballspieler.

## Karriere
Sulley begann seine Karriere beim Vision FC. Zur Saison 2016/17 wechselte er nach Polen zu Legia Warschau. Für Legia kam er allerdings nur für die viertklassige Reserve zum Einsatz, für die er in der Saison 2016/17 zu 14 Einsätzen in der 3. Liga kam. Im September 2017 wurde er für zwei Spielzeiten in die Slowakei an den MFK Zemplín Michalovce verliehen. Sein Debüt in der Fortuna liga gab er im selben Monat, als er am siebten Spieltag der Saison 2017/18 gegen den MFK Ružomberok in der Startelf stand und in der 85. Minute durch Wladislaw Bragin ersetzt wurde. Am darauffolgenden Spieltag erzielte er bei einem 2:1-Sieg gegen den FK Senica seine ersten beiden Tore in der höchsten slowakischen Spielklasse. In der Saison 2017/18 kam er zu 23 Einsätzen für Zemplín Michalovce, in denen er fünf Tore machte. In der Saison 2018/19 absolvierte er 27 Ligaspiele und traf viermal. Nach dem Ende der Leihe kehrte er nicht nach Polen zurück, sondern blieb in der Slowakei und schloss sich dem FK Senica an. Für Senica kam er in der Saison 2019/20 zu 18 Einsätzen in der Fortuna liga, in denen er zwei Tore erzielte. Nach einer Spielzeit verließ er den Verein wieder.
Im Oktober 2020 wechselte er zum österreichischen Bundesligisten SV Ried. Für die Rieder kam er in der Saison 2020/21 zu vier Einsätzen in der Bundesliga. Im Juni 2021 wurde sein Vertrag in Ried aufgelöst. Nach mehreren Monaten ohne Klub wechselte Sulley im Oktober 2021 nach Oman zum Dhofar SCSC. Hier stand er bis Januar 2022 unter Vertrag. Der FC Prishtina verpflichtete ihn Ende Januar. Für den Verein aus Pristina spielte er zwölfmal in der ersten kosovarischen Liga. Im Juli 2022 ging er nach Japan, wo er einen Vertrag beim Zweitligisten FC Ryūkyū unterschrieb. Am Ende der Saison 2022 belegte Ryūkyū den vorletzten Tabellenplatz und musste in die dritte Liga absteigen.